# Cornelia Bullig
Cornelia Bullig (* 20. September 1959 in Düsseldorf als Cornelia Benecke) ist eine ehemalige deutsche Ultraläuferin.

## Leben
Cornelia Bullig begann 1994 nach eigenen Angaben im Alter von 35 Jahren mit dem Laufsport. Sie lief 1995 in Berlin ihren ersten Marathon und 1997 den ersten Lauf jenseits der Marathondistanz beim 6-Stunden-Lauf in Stein. 1999 gewann sie in Köln ihren ersten 24-Stunden-Lauf, 9 weitere sollten bis Mitte 2009 in ganz Europa folgen. Frauen-Gesamtsiege in fast allen Disziplinen des Ultramarathonlaufs schmücken ihre Laufvita. Ihre größten Erfolge feierte sie bei den Deutschen Meisterschaften der Deutschen Ultramarathon-Vereinigung im 24-Stundenlauf mit dem Gewinn etlicher Podiumsplätze sowohl in der Gesamt- als auch in der Altersklassenwertung. Mit der LG Nord Berlin wurde sie mehrfach Deutsche Mannschafts- und Vizemannschafts-Meisterin im 24-Stunden-Lauf. In den Jahren 2000 bis 2003 wurde sie vom DLV insgesamt viermal ins Nationalteam der 24-Stunden-Läuferinnen berufen und zu Welt- und Europa-Challenges (inoffizielle Welt- und Europameisterschaften) entsendet. Hier gewann sie mit den Teams zweimal Silber und einmal Bronze bei den Europa-Challenges. Ihre Stärke lag im Bereich der 24-Stunden-, 48-Stunden- und Mehrtagesläufe.
Durch den Verschluss einer Beckenarterie wurde ihre Laufbahn immer wieder unterbrochen. Nach drei Operationen gelang ihr 2007 beim 7-Tage-Lauf in Athen (811 km) und beim 6-Tage-Lauf in Antibes (775,255 km), jeweils mit Streckenrekord und deutscher Bestleistung, ein Comeback. 2008 wurde sie u. a. für die Leistung in Antibes von der Deutschen Ultramarathon-Vereinigung als Sportlerin des Jahres geehrt. Zu ihrem 50. Geburtstag widmete ihr der DUV-Präsident Stefan Hinze auf der DUV Website eine Laudatio.

## Titel
- Mannschafts-Vize-Europameisterin im 24-Std.-Straßenlauf 2001
- EM-Mannschaftsbronzemedaillengewinnerin im 24-Std.-Straßenlauf 2003
- Internationale Deutsche Meisterin im 24-Std.-Straßenlauf 2002
- Internationale Deutsche Vizemeisterin im 24-Std.-Straßenlauf 2003
- Dreifache Deutsche Seniorenmeisterin im 24-Std.-Lauf 2000, 2002, 2003
- Deutsche Seniorenmeisterin im 50-km-Ultramarathon 2002
- Zweifache Dtsch. Mannschafts-Vize-Meisterin im 24-Std.-Lauf 2002 + 2003
- Westdeutsche Meisterin im 100-km-Straßenlauf 2001
- Zweifache Westdtsch. Seniorenmeisterin im 100-KM-Str.-Lauf 2000 + 2001
- Westdeutsche Vize-Meisterin im 100-km-Straßenlauf 2000
- Deutsche Senioren-Vize-Meisterin im 100-km-Straßenlauf 2000
- zweifache Deutsche Mannschaftsmeisterin (Ges.- und Sen.-Wertung) 24-Std.Lauf; Juli 2008
- DUV-Sportlerin des Jahres 2008